# باد تسوشتن
باد تسوشتن (به آلمانی: Bad Zwesten) یک منطقهٔ مسکونی در آلمان است که در شوالم-ادر واقع شده‌است. باد تسوشتن ۴٬۱۷۵ نفر جمعیت دارد.

## خواهرخوانده
شهرهای فریدریشرودا، Chaumont-en-Vexin و Finsterbergen خواهرخوانده‌های باد تسوشتن هستند.